# 물오리나무
물오리나무(Alnus sibirica)는 자작나무과의 갈잎큰키나무이다.